# Magnolia (Minnesota)
Magnolia es una ciudad ubicada en el condado de Rock en el estado estadounidense de Minnesota. En el Censo de 2010 tenía una población de 222 habitantes y una densidad poblacional de 110,6 personas por km².

## Geografía
Magnolia se encuentra ubicada en las coordenadas 43°38′39″N 96°4′31″O / 43.64417, -96.07528. Según la Oficina del Censo de los Estados Unidos, Magnolia tiene una superficie total de 2.01 km², de la cual 2.01 km² corresponden a tierra firme y (0%) 0 km² es agua.

## Demografía
Según el censo de 2010, había 222 personas residiendo en Magnolia. La densidad de población era de 110,6 hab./km². De los 222 habitantes, Magnolia estaba compuesto por el 81.53% blancos, el 1.35% eran afroamericanos, el 4.5% eran amerindios, el 8.56% eran asiáticos, el 0% eran isleños del Pacífico, el 1.8% eran de otras razas y el 2.25% pertenecían a dos o más razas. Del total de la población el 2.25% eran hispanos o latinos de cualquier raza.